# Jim Carter
Pour les articles homonymes, voir Carter.
Jim Carter est un acteur anglais né le 19 août 1948, à Harrogate dans le Yorkshire.

## Biographie

### Enfance
Carter est né à Harrogate dans le West Riding of Yorkshire, en Angleterre. Sa mère est une paysanne qui devient ensuite secrétaire d'école ; son père travaille pour le ministère de l'Air. Carter fréquente l'Ashville College à Harrogate, dans le North Yorkshire, en Angleterre, où il est préfet en dernière année, puis l'Université du Sussex où il étudie le droit.
Il devient l'un des chefs de file de la toute jeune Drama Society, jouant le rôle-titre dans Serjeant Musgrave's Dance, la première production étudiante  du nouveau théâtre Gardner Arts Centre. Il abandonne l'université après deux ans pour rejoindre une troupe de théâtre marginale à Brighton.

### Carrière
Il commence à jouer professionnellement au début des années 1970. 
Son premier emploi est rémunéré cinq £ par semaine avec pension et logement gratuits. Il joue dans une pièce intitulée Gum and Goo de Howard Brenton pour la Brighton Combination. Il rejoint le Newcastle University Theatre où il joue, entre autres, Estragon dans En attendant Godot.
En juillet 1968, il apparaît dans Winter Daddykins de Howard Brenton pour le Brighton Combination, réalisé par Barry Edwards. Carter y joue avec Fiona Baker et Lily Sue Todd,. C'est probablement la pièce mentionnée sur le site Internet de Jenny Harris qui a eu lieu le 9 juillet 1968 dans le café de la Brighton Combination. 
En 1970, Jim Carter se produit dans le spectacle Come Together au Royal Court Theatre de Londres avec le Brighton Combination et le Ken Campbell Roadshow avec d'autres personnalités et groupes de théâtre. Le festival Come Together de la Cour royale figure sur la page de couverture du numéro du magazine Plays and Players de décembre 1970. Des scènes de ce festival sont également présentées dans ce numéro. Le festival Come Together s'ouvre au Royal Court Theatre le 21 octobre 1970 et contribue à l'une des meilleures années de la Royal Court. Le festival apporte l'avant-garde comme le Brighton Combination et Ken Campbell dans la Cour. Le Brighton Combination a présenté The NAB Show, un compte rendu politiquement orienté du National Assistance Board. 
Dans les années 70, il est membre de The Madhouse Company of London, une troupe de comédiens qui se produit à Boston avec Marcel Steiner (1931–1999), Marc Weil et Tommy Shands. Ken Campbell était également associé au groupe,. The Madhouse Co est une ramification du Roadshow de Ken Campbell (en) qui est venu à New York et à Boston. Il s'est finalement séparé ; Steiner et Carter sont retournés en Angleterre. La Madhouse Company de Londres est créée en 1973 par Marc Weil ; elle est mentionnée et ses émissions annoncées et commentées dans plusieurs numéros de magazines new-yorkais d'avril 1974 à mars 1975. La Madhouse Co. se situe à Cambridge, Massachusetts en août 1976
De 1974 à 1976, il fait une tournée américaine avec le Ken Campbell Roadshow et à son retour rejoint le Phoenix Theatre de Leicester.
En 1977, il rejoint la National Theatre Company où il joue le rôle de Dom Fiollo (sic) dans Le Bossu de Notre-Dame au Cottesloe Theatre .
En 1978, il devient membre de la Young Vic Company en apparaissant comme Stephano dans The Tempest, Buckingham dans Richard III et Mephistopheles dans Faust. Il part en Amérique pour étudier dans une école de cirque où il apprend la jonglerie, le monocycle et la marche sur corde raide. Il joue également dans la production Young Vic de Bartholomew Fair et est dirigé par Michael Bogdanov dans la production Richard III, mis en vedette avec, entre autres, Bill Wallis et Michael Attwell.
Du 21 mai au 29 juin 1980, il joue Trebonius/Marullus/Poet dans une production de Jules César des Riverside Studios dirigée par Peter Gill. Il présente des tours de magie dans des cabarets,. 
Il joue dans The Mysteries : The Nativity, The Passion and Doomsday au Cottesloe Theatre pour le National Theatre en 1984 et 1985. Les deux représentations ont été dirigées par Bill Bryden.
Il se produit au Lyric Theatre de Hammersmith, à Londres, dans The Infernal Machine de Jean Cocteau (avec Maggie Smith et avec Simon Callow à la mise en scène, 1986-1987),. Des photos et une critique de cette pièce ont été publiées dans le magazine Plays and Players en janvier 1987.
Dans la production The Wizard of Oz (le Magicien d'Oz) de la Royal Shakespeare Company (RSC), Carter joue le Lion lâche et son épouse, Imelda Staunton, joue Dorothy . Le Magicien d'Oz est réalisé par Ian Judge et débute le 17 décembre 1987 au Barbican Theatre de la RSC. Jim Carter joue dans ce répertoire jusqu'au 27 février 1988. 
En mai-juin 1990, il apparaît dans Doug Lucie's Fashion au Tricycle Theatre, dirigé par Michael Attenborough,.
De juin à août 2005, alors qu'il n'a plus joué au théâtre depuis 14 ans, il apparaît dans The President of an Empty Room au National Theatre (écrit par Stephen Knight et réalisé par Howard Davies).
De 2010 à 2015, il tient le rôle du majordome Carson dans la série télévisée Downton Abbey qui le révèle au grand public.
En 2019, il reprend son rôle dans le film Downton Abbey ainsi que dans sa suite, Downton Abbey 2 : Une nouvelle ère, sortie en 2022.

### La Brighton Combination
Jim Carter mentionne Jenny Harris dans une interview comme celle qui a lancé la Brighton Combination ; elle est alors chef du département de l'éducation du Théâtre National.
Au début des années 1970, la Brighton Combination, troupe de théâtre marginal en tournée, est en résidence à l'Albany Institute à Deptford, dans le sud-est de Londres. Brenton's Gum and Goo est produit pour la première fois par la Brighton Combination (à Brighton) en 1969,.  Cela est considéré comme l'une des grandes réalisations du directeur d'alors d'Albany, Paul CurnoHoward
En fusionnant le travail communautaire et les arts, le réalisateur Paul Curno et "The Combination" ont fait la fortune d'Albany. Cette fusion anime toujours l'Albany à ce jour. 
En 1972, la Brighton Combination Company déménage pour devenir résidente à l'Albany dans le sud-est de Londres avec pour objectif de mettre en place des projets d'action communautaire et de développement des arts. Il y est combiné des œuvres artistiques et culturelles avec de l'activisme social.

### Déclarations et anecdotes
Lorsqu'on demande à Jim Carter : "Si vous n'étiez pas devenu acteur, qu'auriez-vous fait professionnellement ?", il répond : "Je n'aurais pas étudié le droit - j'avais en fait abandonné le droit pour l'anglais, j'avais même changé de cours. Mais lorsque l'offre est venue de ce groupe de théâtre marginal, le Brighton Combination, de quitter l'université et les rejoindre pour cinq livres par semaine, c'était comme une porte qui s'ouvrait, et il n'y avait pas un instant d'hésitation. J'ai franchi cette porte et je n'ai jamais regardé en arrière. Je n'ai jamais gagné un centime en faisant autre chose que jouer. Je n'ai jamais eu un autre travail."
Il considère son apparition dans la reprise de Guys and Dolls du National Theatre de Richard Eyre en 1982 comme un moment important. C'est alors qu'il rencontre sa future épouse, Imelda Staunton, qui apparaît également dans cette pièce. 
Il tient Richard Eyre et Howard Davies pour deux de ses réalisateurs préférés.
En 1982, le Brighton Combination déménage à Londres et ouvre un théâtre appelé l'Albany à Deptford qui est inauguré par la Princesse de Galles. Selon les propres mots de Jim Carter : « The Brighton Combination a déménagé à Londres et a ouvert un théâtre appelé l'Albany à Deptford, et j'étais alors avec eux."
Il considère le rôle d'un méchant vêtu de noir dans le film de cow-boy Rustlers' Rhapsody (1986) comme l'un des moments forts de sa carrière.

### Vie privée
Il épouse Imelda Staunton en 1983. Ils ont une fille, l’actrice Bessie Carter, née en 1993.

## Filmographie

### Cinéma
- 1980 : Flash Gordon de Mike Hodges : L'Homme Azur
- 1984 : Top secret ! de David Zucker, Jim Abrahams et Jerry Zucker : Déjà Vu
- 1984 : La Compagnie des loups de Neil Jordan : Le deuxième mari
- 1984 : Porc royal de Malcolm Mowbray : Inspecteur Noble
- 1985 : Rex le Magnifique (Rustlers' Rhapsody) de Hugh Wilson : Blackie
- 1986 : Riders of the Storm : Castro
- 1986 : Nuit de noce chez les fantômes : Montego
- 1987 : Un mois à la campagne : Ellerbeck
- 1988 : The First Kangaroos : Arthur Hughes
- 1988 : Soursweet : M. Constantinides
- 1988 : The Raggedy Rawney : Le Soldat
- 1989 : L'Arc-en-ciel : M. Harby
- 1989 : Erik le Viking : Jennifer le viking
- 1990 : Les Sorcières : Le Chef
- 1990 : Crimestrike : Le Détective
- 1990 : The Fool : M. Blackthorn
- 1992 : Méli-mélo à Venise (Blame It on the Bellboy) : Rossi
- 1993 : L'Heure du Cochon : Mathieu
- 1993 : Les Quatre Dinosaures et le Cirque magique (voix)
- 1994 : Black Beauty : John Manly
- 1994 : La Folie du roi George : Charles James Fox
- 1995 : Richard III : William Hastings
- 1995 : The Grotesque : George Lecky
- 1995 : Balto
- 1996 : Les Virtuoses : Harry
- 1997 : Keep the Aspidistra Flying : Erskine
- 1998 : Vigo, histoire d'une passion : Bonaventure
- 1998 : Légionnaire : Lucien Galgani
- 1998 : Shakespeare in Love : Ralph Bashford
- 1999 : Tube Tales : Le contrôleur de ticket
- 2000 : Le Petit Vampire : Rookery
- 2000 : 102 Dalmatiens : Détective Armstrong
- 2002 : Heartlands : Geoff
- 2003 : Bright Young Things : Le Chef
- 2003 : 16 Years of Alcohol : Le Directeur
- 2004 : Ella au pays enchanté : Nish
- 2004 : Casablanca Driver : Joe Mateo
- 2004 : Modigliani : Achilles Hébuterne
- 2004 : Out of Season : Michael Philipps
- 2005 : House of 9 : The Watcher
- 2006 : Le Voleur de Venise : Victor
- 2007 : Le Rêve de Cassandre : Le Directeur du garage
- 2007 : À la croisée des mondes : La Boussole d'or : John Faa
- 2008 : Crimes à Oxford : Inspecteur Petersen
- 2009 : The Red Riding Trilogy : Harold Angus
- 2009 : Création : Parslow
- 2010 : Burlesque Fairytales : Le Compère
- 2010 : Punk Strut: The Movie : Skippy
- 2010 : Alice au pays des merveilles : L'exécuteur (voix)
- 2011 : My Week with Marilyn : Barry
- 2017 : Transformers: The Last Knight : Cogman (voix)
- 2019 : Downton Abbey : Charles Carson
- 2019 : L'Art du mensonge (The Good Liar) de Bill Condon
- 2022 : Downton Abbey 2 : Une Nouvelle Ère de Simon Curtis : Charles Carson
- 2023 : Wonka de Paul King
- 2025 : Downton Abbey 3 de Simon Curtis : Charles Carson

### Télévision
- 1980 : Fox : Cliff Ryan (2 épisodes)
- 1984 : Hiawatha : Le narrateur
- 1984 : The Bill : Stan (1 épisode)
- 1985 : Widows 2 : Détective Frinton (2 épisodes)
- 1986 : The Monocled Mutineer : Spencer (1 épisode)
- 1986 : Lost Empires : Inspecteur Crabbe (2 épisodes)
- 1986 : The Singing Detective : M. Marlow (5 épisodes)
- 1987 : Harry's Kingdom : Bill
- 1987 : December Flower : Le dentiste
- 1988 : Star Trap : Dr Wax
- 1988 : A Very British Coup : Newsome (2 épisodes)
- 1988 : The Tenth Man : Pierre
- 1988 : Thompson (1 épisode)
- 1989 : Precious Bane : Sarn
- 1989-1994 : Screen Two : Le père (2 épisodes)
- 1990 : A Sense of Guilt : Richard Muray
- 1990 : Zorro : Colonel Mefisto Palomarez (2 épisodes)
- 1990 : The Gravy Train : Personip (1 épisode)
- 1991 : Incident in Judaea : Afranius
- 1991 : Screen One : Ray Galton (1 épisode)
- 1991 : Casualty : Matthew Charlton (1 épisode)
- 1991-1999 : Murder Most Horrid : Frank Phillips, Général Alberto et Roy Redfern (3 épisodes)
- 1992 : Great Performances : Meinertzhagen (1 épisode)
- 1992 : Between the Lines : Dick Corbett (1 épisode)
- 1992 : Soldier Soldier : Supt Derek Tierney (1 épisode)
- 1992 : Stalin : Sergo Ordzhonikidze
- 1993 : Du rouge à lèvres sur ton col : L'inspecteur (1 épisode)
- 1993 : A Year in Provence : Ted Hopkins (1 épisode)
- 1993 : The Comic Strip : Commandant (1 épisode)
- 1993 : Medics : Hugh Buckley (1 épisode)
- 1993 : Resnick: Rough Treatment : Grabianski
- 1993 - 1994 : Minder : Tomkins (2 épisodes)
- 1994 : Pie in the Sky : Alec Bailey (1 épisode)
- 1994 : Cracker : Kenneth Trant (3 épisodes)
- 1994 : Shakespeare: The Animated Tales : Marc Antoine (1 épisode)
- 1994 : Open Fire : Supt Young
- 1994 : Midnight Movie : Henry Harris
- 1995 : It Could Be You : Wally Whaley
- 1995 : The Late Show : Albert Knox (1 épisode)
- 1995 : Dangerfield : Stephen Millwood (1 épisode)
- 1995 : Mrs. Hartley and the Growth Centre : L'inspecteur
- 1995 : The All New Alexei Sayle Show (6 épisodes)
- 1995 : Coogan's Run : Fraser (1 épisode)
- 1997 : Harpur and Iles : Tenderness Mellick
- 1997 : The Missing Postman : Lawrence Pitman
- 1997 : The Chest ! Roland Blood
- 1997 : Alas Smith & Jones (1 épisode)
- 1997 : Ain't Misbehavin' : Maxie Morrell (3 épisodes)
- 1997 : Bright Hair : Norman Devenish
- 1998 : Bill's New Frock : M. Platworthy
- 1999 : Trial by Fire : Geoffrey Bailey
- 2000 : Les Mille et Une Nuits : Ja'Far
- 2000 : The Scarlet Pimpernel : Général La Forge (1 épisode)
- 2001 : Jack et le Haricot magique : Odin
- 2001 : The Way We Live Now : M. Brehgert (3 épisodes)
- 2002 : Inside the Murdoch Dynasty : Le narrateur
- 2002 : Dinotopia : Maire Waldo (3 épisodes)
- 2002 : Inspecteurs associés : Ted Lowry (1 épisode)
- 2003 : Hornblower: Duty : Etheridge
- 2003 : Hélène de Troie : Pirithous
- 2003 : Strange : Inspecteur Stuart (1 épisode)
- 2003 : Trevor's World of Sport : Sir Frank Luckton (1 épisode)
- 2003 : Scotland Yard, crimes sur la Tamise : Dr Jenkins (1 épisode)
- 2003 : Le Dernier Jour de Pompéi : Polybius
- 2003 : Cromwell: Warts and All : Oliver Cromwell
- 2004 : Inspecteur Barnaby : Nathan Green (1 épisode)
- 2004 : London : Henry Fielding
- 2004 : Von Trapped : Larry Lavelle
- 2004 : Blue Murder : Frank Evans (1 épisode)
- 2006 : Aberfan: The Untold Story : Lord Robens
- 2006 : The Secret Life of Mrs. Beeton : Henry Dorling
- 2006 : Le Vent dans les saules : Le conducteur d'engins
- 2007 : Recovery : M. Lockwood
- 2007 : Affaires non classées : Malcolm Young (2 épisodes)
- 2007-2009 : Cranford : Capitaine Brown (7 épisodes)
- 2008 : Coming Up : Le petit-ami (1 épisode)
- 2008 : Caught in a Trap : Brian Perkins
- 2009 : Red Riding : In the Year of Our Lord 1980 : Harold Angus
- 2009 : Wish 143 : Le prêtre
- 2010-2015 : Downton Abbey : M. Carson
- 2013 : Secrets of the Stonehenge Skeletons (documentaire télévisé) : narrateur
- 2013 : Secrets from the Workhouse (2 épisodes) : narrateur
- 2015 : "Building Hitler's Supergun" (documentaire) : narrateur
- 2017 : Knightfall : Le pape Boniface VIII

## Distinctions
- 2012 : nomination pour le Satellite Award du meilleur acteur dans un second rôle dans une série télévisée pour le rôle de M. Carson dans Downton Abbey
- 2012, 2013, 2014, 2015 : nominations pour le Primetime Emmy Award du meilleur acteur dans un second rôle dans une série télévisée dramatique pour le rôle de M. Carson dans Downton Abbey
- 2013 et 2015 : prix du Screen Actors Guild Award de la meilleure distribution pour une série télévisée dramatique (avec les autres acteurs de la série Downton Abbey)
- 2019 : Officier de l'ordre de l'Empire britannique (OBE)